# Daphnia longispina

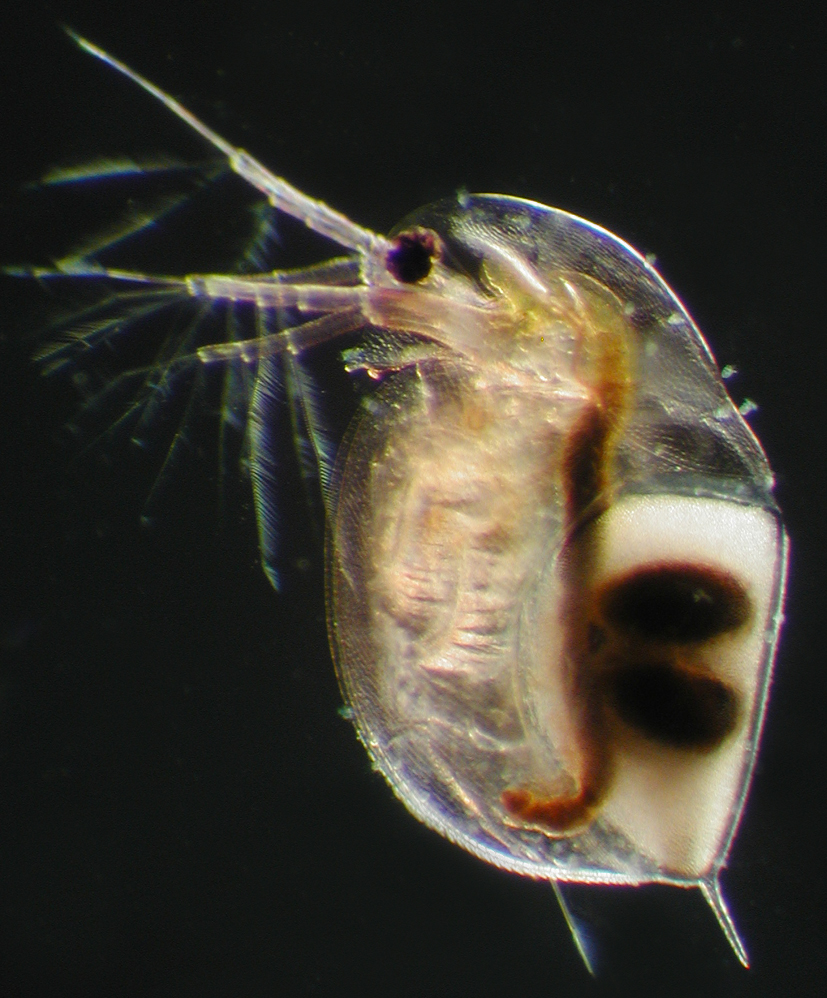
Femmina di Daphnia longispina contenente uova durature (ephippium). I due ovali neri all'interno dell'ephippium mostrando la posizione delle due uova durature. L'esemplare è stato raccolto in una pozza rocciosa nel sud-ovest della Finlandia. L'animale è lungo circa 2 mm.

Daphnia longispina è un crostaceo planctonico appartenente al genere Daphnia (Famiglia delle "Daphniidae"), ed è una pulce d'acqua dolce cladocera. È nativa dell'Eurasia. D. longispina viene spesso confusa vista la simile dimensione con la simpatrica D. pulex (una specie molto comune), risulta però essere molto più piccola di D. magna. D. longispina è presente in vari corpi di acqua dolce, da piccole pozze rocciose temporanee fino a grandi laghi.

## Ciclo vitale
Come tutte le specie di Daphnia, D. longispina è un filtratore che assimila particelle sospese nell'acqua grandi da 2 a 40 µm.  Il suo cibo principale sono le alghe verdi. Ad una temperatura di 20 °C la maturità viene raggiunta nell'arco di 6-12 giorni, seguito da un periodo regolare di riproduzione ogni 3-4 giorni. D. longispina si riproduce sia asessualmente (partenogenesi) che sessualmente. In quest'ultimo caso le femmine devono produrre maschi asessualmente. Ogni femmina può cambiare ad ogni momento da una riproduzione asessuata ad una sessuata, producendo uova aploidi che richiedono la fertilizzazione da parte dei maschi. Le uova sessuate vengono poi riposte in un ephippium (plurale: ephippia, un involucro duraturo per le uova), che affonderà sul fondo del corpo d'acqua una volta che la femmina effettuerà la muta del carapace. Dopo un periodo di riposo, che può durare anche diversi anni, le uova durature si schiudono. Da queste uova nasceranno solo femmine.

## Sistematica ed evoluzione
Nel genere Daphnia, D. longispina appartiene al sottogenere Hyalodaphnia, a volte anche chiamato complesso D. longispina. A questo complesso appartengono specie strettamente imparentate con D. longispina come D. galeata e D. cucullata, con le quali D. longispina ibridizza frequentemente. Un recente revisione di questo complesso ha dimostrato che le specie D. rosea, D. hyalina e D. zschokkei appartengono alla specie D. longispina, invalidando il loro status di specie.

## Parasitismo
A differenza di altre specie di Daphnia (ad esempio D. magna), sono pochi i parassiti scoperti che infettano D. longispina. Sembra però essere spesso soggetta alla colonizzazione da parte di epibionti come peritrichia ciliati e alghe.